# Huarte Mendicoa HM-1
El Huarte Mendicoa HM-1, también conocido como INTA HM.1, fue un monoplano monomotor de ala baja, biplaza de entrenamiento y enlace, con asientos en tándem, fabricado en España en los años 40 del siglo XX.

## Desarrollo
Fue diseñado por un equipo de ingenieros del Instituto Nacional de Técnica Aeroespacial (INTA), dirigidos por Pedro Huarte-Mendicoa Larraga en la oficina de proyectos de la Dirección General de Industria y Material del Ejército del Aire. Realizó su primer vuelo el 7 de abril de 1942 y fue fabricado en serie por Aeronáutica Industrial S.A. (AISA) de Madrid. El Ejército del Aire encargó 190 unidades del HM-1, siendo utilizado como avión escuela en la Academia General del Aire con el código E.4 y en los aeroclubes civiles.
Fue seguido por una serie de aeronaves similares con cambios en la acomodación y equipos. El último de la familia fue el HM-7, construido en 1947, que era una versión agrandada de cuatro asientos, propulsada por un motor Argus As 10C de 179 kW (240 hp). El HM-7 fue el último avión a motor diseñado por el INTA.

## Variantes
HM-1
Entrenador primario biplaza.
HM-2
Versión del HM-1 de cabina cerrada con tren de aterrizaje retráctil.
HM-3
Variante de flotadores de cabina abierta.
HM-5
Entrenador avanzado monoplaza.
HM-7
Versión agrandada de cuatro asientos.
HM-9
Remolcador biplaza de planeadores.

## Operadores
España
- Ejército del Aire de España

## Especificaciones
Referencia datos: Ejército del Aire de España

### Características generales
- Tripulación: Dos (instructor y alumno)
- Longitud: 7,7 m (25,1 ft)
- Envergadura: 9,7 m (31,7 ft)
- Altura: 2,2 m (7,2 ft)
- Peso vacío: 620 kg (1366,5 lb)
- Peso máximo al despegue: 850 kg (1873,4 lb)
- Planta motriz: 1× motor lineal de cuatro cilindros Elizalde G-IV-B Tigre.
  - Potencia: 110 kW (152 HP; 150 CV)

### Rendimiento
- Velocidad máxima operativa (Vno): 230 km/h (143 MPH; 124 kt)
- Velocidad crucero (Vc): 195 km/h (121 MPH; 105 kt)
- Techo de vuelo: 5000 m (16 404 ft)

## Aeronaves relacionadas

### Secuencias de designación
- Secuencia Numérica (Aeronaves del Ejército del Aire español, 1939-1945): ← 30 (I) - 30 (II) - 30 (III) - 30 (IV) - 30 (V) - 30 (VI) - 30 (VII) →
- Secuencia EE._ (Entrenadores Elementales del Ejército del Aire, 1945-1954): ← EE.1 (II) - EE.2 - EE.3 - EE.4 - EE.5 - EE.6
- Secuencia ES._ (Aeronaves de Escuela Superior del Ejército del Aire español, 1945-1954): ← ES.5 - ES.6 - ES.7 - ES.8
- Secuencia L._ (Aeronaves Utilitarias del Ejército del Aire español, 1945-1954): ← L.16 - L.17 - L.18 - L.19 - L.20
- Secuencia L._ (Aeronaves Utilitarias del Ejército del Aire español, 1954-1978): L.2 - L.3 - L.6 - L.7 - L.8 - L.9 - XL.10 →
- Secuencia E._ (Escuela del Ejército del Aire, 1954-1978): E.1 - E.3 - E.4 - E.5 - E.6 - E.12 - E.14 →